# NGC 1602
NGC 1602 é uma galáxia irregular (IBm/P) localizada na direcção da constelação de Dorado. Possui uma declinação de -55° 03' 24" e uma ascensão recta de 4 horas, 27 minutos e 54,4 segundos.
A galáxia NGC 1602 foi descoberta em 5 de Dezembro de 1834 por John Herschel.